# Campionati canadesi di sci alpino 2014
I Campionati canadesi di sci alpino 2014 si sono svolti a Whistler dal 19 al 26 marzo. Il programma ha incluso gare di discesa libera, supergigante, slalom gigante e slalom speciale.
Trattandosi di competizioni valide anche ai fini del punteggio FIS, vi hanno partecipato anche sciatori di altre federazioni, senza che questo consentisse loro di concorrere al titolo nazionale canadese. 

## Risultati

### Uomini

#### Discesa libera
| Pos. | Atleta                    | Nazione     | Tempo   |
| ---- | ------------------------- | ----------- | ------- |
| 1    | Morgan Pridy              | Canada      | 1:04,01 |
| 2    | Tyler Werry               | Canada      | 1:04,56 |
| 3    | Benjamin Thomsen          | Canada      | 1:04,67 |
| 4    | Jeffrey Frisch            | Canada      | 1:04,69 |
| 5    | Steven Nyman              | Stati Uniti | 1:04,70 |
| 6    | William Schuessler-Bédard | Canada      | 1:04,73 |
| 7    | Dustin Cook               | Canada      | 1:04,74 |
| 8    | Conrad Pridy              | Canada      | 1:04,89 |
| 9    | Chris Steinke             | Canada      | 1:04,92 |
| 10   | Jeffrey Bell              | Canada      | 1:05,20 |

Data: 22 marzo

Località: Whistler

Ore: 

Pista: 

Partenza: 1 672 m s.l.m.

Arrivo: 1 162 m s.l.m.

Dislivello: 510 m

Tracciatore: Rob Boyd

#### Supergigante
| Pos. | Atleta                    | Nazione | Tempo   |
| ---- | ------------------------- | ------- | ------- |
| 1    | Benjamin Thomsen          | Canada  | 1:06,77 |
| 2    | Morgan Pridy              | Canada  | 1:06,95 |
| 3    | Dustin Cook               | Canada  | 1:07,01 |
| 4    | Jeffrey Frisch            | Canada  | 1:07,24 |
| 5    | Conrad Pridy              | Canada  | 1:07,25 |
| 6    | Erik Read                 | Canada  | 1:07,33 |
| 7    | Morgan Megarry            | Canada  | 1:07,35 |
| 8    | William Schuessler-Bédard | Canada  | 1:07,37 |
| 9    | Chris Steinke             | Canada  | 1:07,61 |
| 10   | Sasha Zaitsoff            | Canada  | 1:07,70 |

Data: 24 marzo

Località: Whistler

Ore: 

Pista: 

Partenza: 1 672 m s.l.m.

Arrivo: 1 162 m s.l.m.

Dislivello: 510 m

Tracciatore: Kip Harrington

#### Slalom gigante
| Pos. | Atleta           | Nazione | Tempo   |
| ---- | ---------------- | ------- | ------- |
| 1    | Tyler Werry      | Canada  | 2:38,94 |
| 2    | Ford Swette      | Canada  | 2:40,25 |
| 3    | Erik Read        | Canada  | 2:40,78 |
| 4    | Dustin Cook      | Canada  | 2:41,82 |
| 5    | Sasha Zaitsoff   | Canada  | 2:41,91 |
| 6    | Morgan Megarry   | Canada  | 2:42,15 |
| 7    | Benjamin Thomsen | Canada  | 2:42,24 |
| 8    | Anthony Naciuk   | Canada  | 2:42,25 |
| 9    | Philippe Rivet   | Canada  | 2:42,52 |
| 10   | Kevyn Read       | Canada  | 2:42,96 |

Data: 25 marzo

Località: Whistler

1ª manche:

Ore: 

Pista: 

Partenza: 1 562 m s.l.m.

Arrivo: 1 162 m s.l.m.

Dislivello: 400 m

Tracciatore: Richard Jagger

2ª manche:

Ore: 

Pista: 

Partenza: 1 562 m s.l.m.

Arrivo: 1 162 m s.l.m.

Dislivello: 400 m

Tracciatore: Kip Harrington

#### Slalom speciale
| Pos. | Atleta                    | Nazione | Tempo   |
| ---- | ------------------------- | ------- | ------- |
| 1    | Erik Read                 | Canada  | 1:54,33 |
| 2    | Phil Brown                | Canada  | 1:55,16 |
| 3    | Chris Steinke             | Canada  | 1:56,51 |
| 4    | William St-Germain        | Canada  | 1:56,71 |
| 5    | Philippe Rivet            | Canada  | 1:57,54 |
| 6    | Jeffrey Bell              | Canada  | 1:58,23 |
| 6    | Dominic Unterberger       | Canada  | 1:58,23 |
| 8    | Paul Stutz                | Canada  | 1:58,36 |
| 9    | Brodie Seger              | Canada  | 1:58,79 |
| 10   | William Schuessler-Bédard | Canada  | 1:59,76 |

Data: 26 marzo

Località: Whistler

1ª manche:

Ore: 

Pista: 

Partenza: 1 362 m s.l.m.

Arrivo: 1 162 m s.l.m.

Dislivello: 200 m

Tracciatore: Chris Powers

2ª manche:

Ore: 

Pista: 

Partenza: 1 362 m s.l.m.

Arrivo: 1 162 m s.l.m.

Dislivello: 200 m

Tracciatore: Nick Cooper

### Donne

#### Discesa libera
| Pos. | Atleta                 | Nazione | Tempo   |
| ---- | ---------------------- | ------- | ------- |
| 1    | Roni Remme             | Canada  | 1:07,73 |
| 2    | Marie-Pier Préfontaine | Canada  | 1:07,89 |
| 3    | Erin Mielzynski        | Canada  | 1:08,09 |
| 4    | Charley Field          | Canada  | 1:08,17 |
| 5    | Caroline Bartlett      | Canada  | 1:07,45 |
| 6    | Adrienne Poitras       | Canada  | 1:08,58 |
| 7    | Madison Irwin          | Canada  | 1:08,77 |
| 8    | Mikaela Tommy          | Canada  | 1:08,81 |
| 9    | Valérie Grenier        | Canada  | 1:09,08 |
| 10   | Rebecca Bermel         | Canada  | 1:09,42 |

Data: 21 marzo

Località: Whistler

Ore: 

Pista: 

Partenza: 1 672 m s.l.m.

Arrivo: 1 162 m s.l.m.

Dislivello: 510 m

Tracciatore: Rob Boyd

#### Supergigante
| Pos. | Atleta                 | Nazione | Tempo   |
| ---- | ---------------------- | ------- | ------- |
| 1    | Madison Irwin          | Canada  | 1:13,69 |
| 2    | Candace Crawford       | Canada  | 1:14,03 |
| 3    | Adrienne Poitras       | Canada  | 1:14,13 |
| 4    | Marie-Pier Préfontaine | Canada  | 1:14,18 |
| 5    | Mikaela Tommy          | Canada  | 1:14,25 |
| 6    | Charley Field          | Canada  | 1:14,33 |
| 7    | Valérie Grenier        | Canada  | 1:14,82 |
| 8    | Erin Mielzynski        | Canada  | 1:14,97 |
| 9    | Kelly Moore            | Canada  | 1:15,08 |
| 10   | Stéphanie Gould        | Canada  | 1:15,45 |

Data: 23 marzo

Località: Whistler

Ore: 

Pista: 

Partenza: 1 672 m s.l.m.

Arrivo: 1 162 m s.l.m.

Dislivello: 510 m

Tracciatore: Peter Rybárik

#### Slalom gigante
| Pos. | Atleta                 | Nazione | Tempo   |
| ---- | ---------------------- | ------- | ------- |
| 1    | Marie-Pier Préfontaine | Canada  | 2:43,53 |
| 2    | Marie-Michèle Gagnon   | Canada  | 2:44,64 |
| 3    | Mikaela Tommy          | Canada  | 2:44,91 |
| 4    | Valérie Grenier        | Canada  | 2:46,03 |
| 5    | Erin Mielzynski        | Canada  | 2:46,23 |
| 6    | Brittany Phelan        | Canada  | 2:46,57 |
| 7    | Stephanie Gould        | Canada  | 2:46,88 |
| 8    | Madison Irwin          | Canada  | 2:47,18 |
| 9    | Roni Remme             | Canada  | 2:47,24 |
| 10   | Ève Routhier           | Canada  | 2:47,25 |

Data: 26 marzo

Località: Whistler

1ª manche:

Ore: 

Pista: 

Partenza: 1 562 m s.l.m.

Arrivo: 1 162 m s.l.m.

Dislivello: 400 m

Tracciatore: Jeff Lockie

2ª manche:

Ore: 

Pista: 

Partenza: 1 562 m s.l.m.

Arrivo: 1 162 m s.l.m.

Dislivello: 400 m

Tracciatore: Martin Durocher

#### Slalom speciale
| Pos. | Atleta               | Nazione | Tempo   |
| ---- | -------------------- | ------- | ------- |
| 1    | Marie-Michèle Gagnon | Canada  | 1:45,27 |
| 2    | Brittany Phelan      | Canada  | 1:47,53 |
| 3    | Erin Mielzynski      | Canada  | 1:47,59 |
| 4    | Ève Routhier         | Canada  | 1:48,46 |
| 5    | Madison Irwin        | Canada  | 1:49,16 |
| 6    | Laurence St-Germain  | Canada  | 1:50,50 |
| 7    | Candace Crawford     | Canada  | 1:51,77 |
| 8    | Stephanie Gartner    | Canada  | 1:52,90 |
| 9    | Hannah Schmidt       | Canada  | 1:54,95 |
| 10   | Rae Swette           | Canada  | 1:55,04 |

Data: 25 marzo

Località: Whistler

1ª manche:

Ore: 

Pista: 

Partenza: 1 362 m s.l.m.

Arrivo: 1 162 m s.l.m.

Dislivello: 200 m

Tracciatore: Pierre-Luc Dumoulin

2ª manche:

Ore: 

Pista: 

Partenza: 1 362 m s.l.m.

Arrivo: 1 162 m s.l.m.

Dislivello: 200 m

Tracciatore: Jay Keddy